# Heiszei-kor

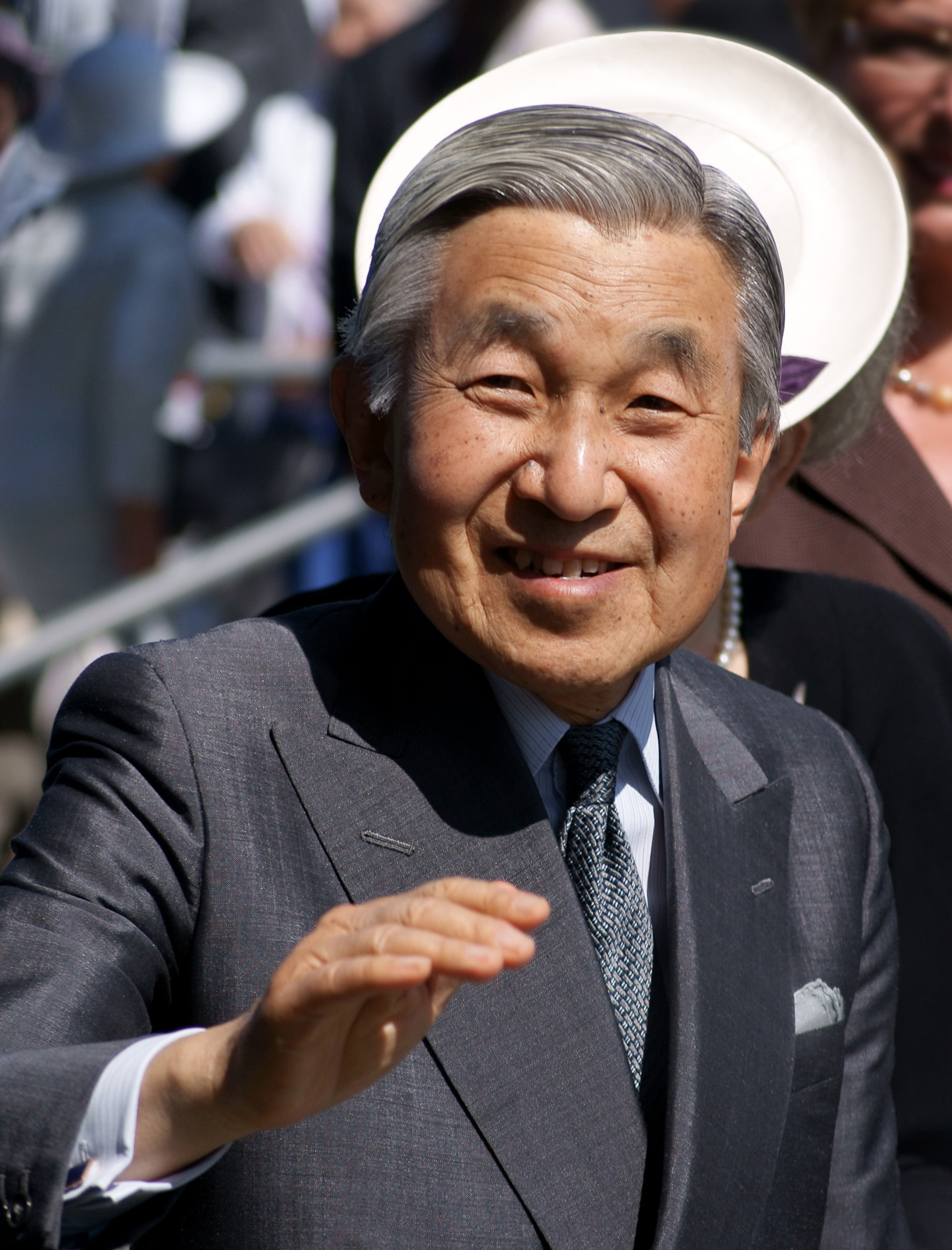
Az uralkodó

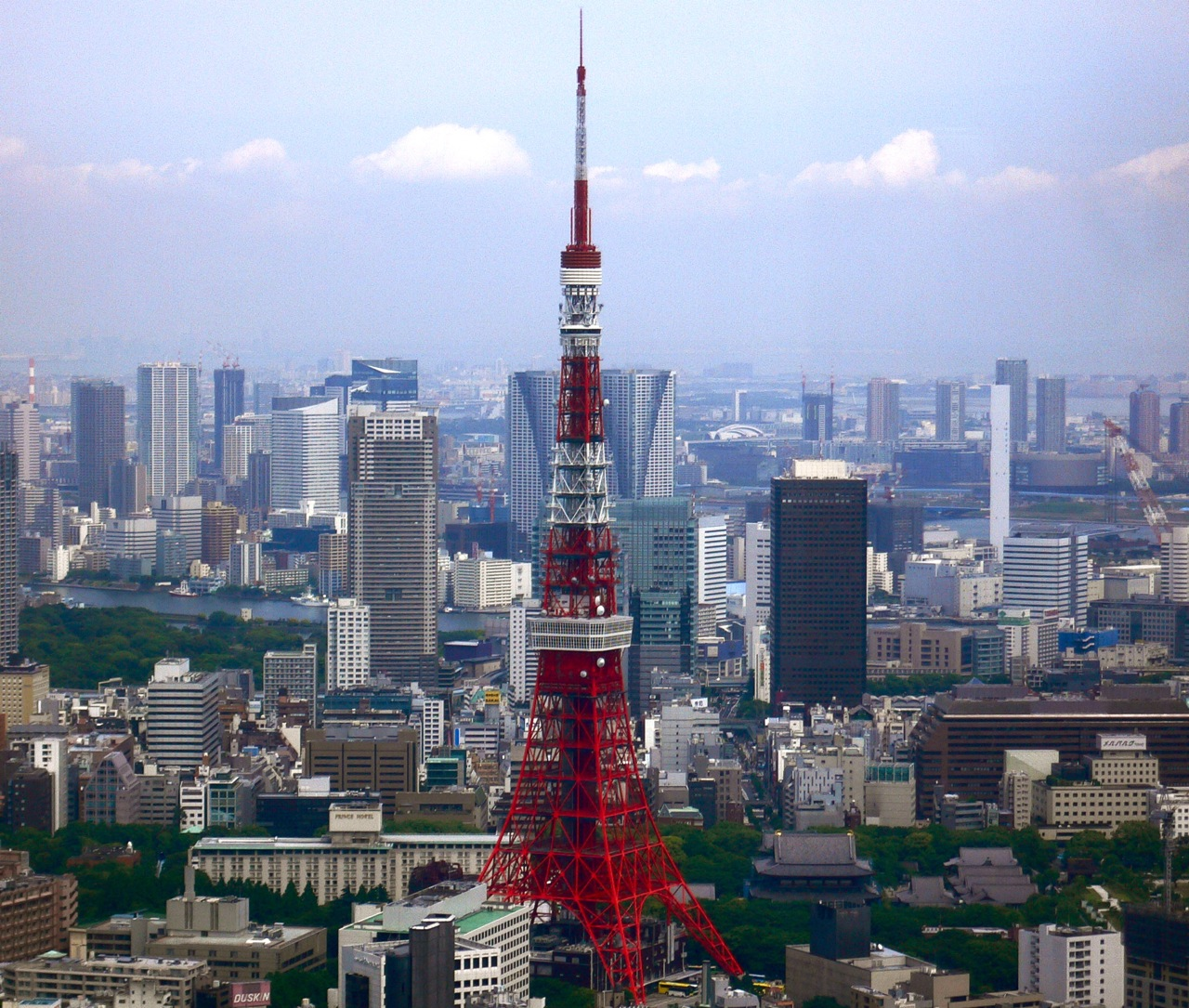
Fővárosi látkép a Tokiói toronnyal

A Heiszei-kor (平成時代, Heiszei dzsidai) Japán történelmének egyik korszaka, Hirohito császár halálának másnapján, Akihito császár proklamálásával kezdődött 1989. január 8-án, jelentése béketeremtés. Fontosabb jellemzői és eseményei az 1980-as években felpumpált gazdaság (bubble economy) 1991-től bekövetkezett összeomlása és az 1990-es éveket végigkísérő recesszió, a „Heiszei-kori válság”; a Liberális Demokrata Párt csaknem négy évtizedes kormányzásának megszakadása (1993), majd újbóli megszakadása a Japán Demokrata Párt 2009-es elsöprő választási győzelmével; a belpolitika instabilitása (pártok megszűnése, átkeresztelése, frontokba tömörülése, ezek felbomlása stb.); az üzleti és politikai botrányok (incidensek) elszaporodása (Szagava Kjúbin-botrány); az 1995-ös kóbei földrengés; az Aum Sinrikjó szekta 1995-ös földalatti-merénylete; az Északi Területek hovatartozásáról folytatott gyakori orosz–japán tárgyalások; Japán első részvétele az ENSZ katonai misszióiban; a 2011-es tóhokui földrengés és szökőár. A korszak 2019. április 30-án ért véget, és május 1-jén, Naruhito trónra lépésével elkezdődött a Reiva-kor.